# Cena minimalna
Cena minimalna – cena urzędowa, poniżej której zgodnie z prawem nie wolno sprzedawać danego towaru. Ustalenie ceny minimalnej następuje na wniosek producentów; jest ona wyższa od ceny równowagi. Wprowadzenie ceny minimalnej wymaga równoczesnego przeciwdziałania zmniejszeniu popytu na rynku, poprzez interwencyjny skup przez państwo.

## Praktyczne stosowanie
Szczególnym przykładem ceny minimalnej jest płaca minimalna (płaca - cena pracy), w tym wypadku oprócz równoważenia rynku znacznie ważniejszymi czynnikami wpływającymi na jej wysokość są kwestie socjalne, ochrona przed potencjalnym wyzyskiem pracodawców, siła przetargowa związków zawodowych, zrzeszeń pracodawców – i ostatecznie ideologia i postawa grupy rządzącej.
Ceny minimalne są stosowane jako narzędzie polityki gospodarczej państwa, której celem jest zapewnienie określonego poziomu opłacalności produkcji lub dochodu. Określenie dolnego pułapu ceny dobra dotyczy na przykład rynku płodów rolnych, cen skupu w rolnictwie i cen produktów spożywczych, płac minimalnych oraz cen ropy naftowej ustalonych przez OPEC, które przewyższają poziom ceny równowagi.
W wielu krajach, w tym w Polsce, państwo nie tylko ustala i kontroluje ceny produktów rolnych, ale również skupuje i sprzedaje określoną ilość tych produktów, uzupełniając w ten sposób popyt i podaż podmiotów prywatnych.

## Skutki dla konsumenta
Cena minimalna nie jest korzystna dla konsumenta. Konsument przy wprowadzeniu ceny minimalnej traci, ponieważ:
- kupuje dobra drożej, niż na wolnym rynku, gdzie cena równowagi byłaby niższa,
- płaci podatki, z których państwo skupuje od producenta produkty,
- kupuje dobra niskiej jakości, bo producent nie jest zainteresowany podnoszeniem jakości produktu, który i tak sprzeda po cenie minimalnej.